# 夜總會
夜总会、陪侍夜总会或公关店（英語：Host and hostess clubs，直译：「男主人和女主人俱乐部」），女招待／公关 俱乐部（hostess club，日语：ホステスクラブ）是一种主要在日本出现有陪侍的酒吧，主要雇用女性员工，为寻求饮品和贴心交谈的男性提供服务。男招待／公关 俱乐部（Host clubs，日语：ホストクラブ）也是一种类似的场所，主要由男性员工服务女性。男女公关俱乐部被认为是日本夜间娱乐业“水商卖夜生活”（日語：水商売）的一部分。

## 名稱
“夜总会”该名称是1920—1930年代歐美Nightclub的傳入中國時的譯名，英語中Nightclub广义泛指各類夜生活娛樂場所，但在華語中由於時代變遷，上世紀末以後就以「夜店」作為现今英文单词“Nightclub”的譯名為多。夜總會通常專指某些特定形式的夜店。

## 種類

### 西式夜總會
西式夜總會，又稱為卡巴萊（Cabaret），在歐美各地常見，起源於法國及德國等地。此類夜總會提供西式晚餐，跳舞或話劇等表演，表演項目多為西式歌舞表演，部份會由著名歌手或舞蹈團演出。一些西式夜總會的表演者是長駐演出，以吸引遊客等觀眾，另一些則由世界性的表演團體作巡迴性演出。

### 中式夜總會
以前舞廳就是夜總會，是在舊上海興起的名詞，主要是給外國人和富商人晚上消遣的。電影《魔宮傳奇》便在開頭描述了這樣的場景。

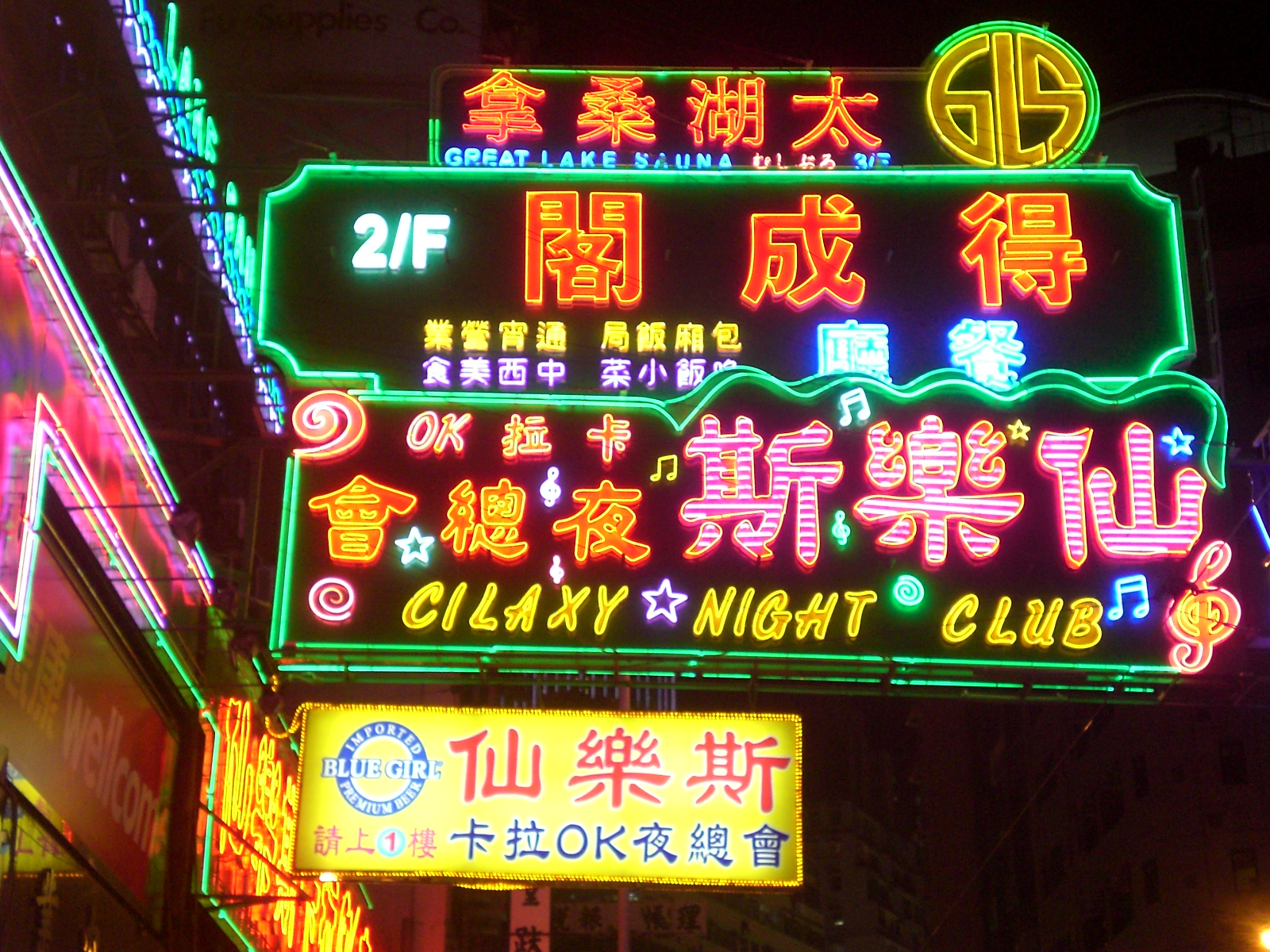
香港某夜总会的招牌

中式夜總會，或稱中式酒樓夜總會，於20世紀中期的香港曾經甚為流行。中式夜總會從西式夜總會演變而成，提供中式晚飯或飲宴，部份設有舞池供顧客跳舞；而表演主要包括歌手演唱中西流行歌曲、或粵劇等演出，表演性質較為健康，適合成人及兒童欣賞。一些團體或商業機構的大型活動如周年晚宴等，早年亦常於中式夜總會舉行。在香港體育館等表演場地落成前，某些著名歌手如羅文及徐小鳳的演唱會亦有在中式夜總會舉行。
1970至1980年代的香港，是中式酒樓夜總會的高峰期，當時著名的包括尖沙咀海洋皇宮夜總會及海城大酒樓夜總會，以裝潢華麗作招徠。但其後因香港經濟環境轉變，加上酒店的飲宴業務競爭激烈，令傳統的中式酒樓夜總會難以生存而先後結業。

### 日式夜總會
日式夜總會是由日本的高級夜總會演變而來，於1980年代至1990年代中期，香港經濟起飛時期曾經在香港甚為流行，其消費在當年，以至現在的消費指數而言，皆甚為驚人。日式夜總會與舞廳相似，設有舞池，以媽媽生作為領班，並由舞小姐陪伴客人跳舞喝酒耍樂。在全盛時期，日式夜總會也舉行各種不同種類的舞蹈及歌手演唱等表演。
1990年至1997年是日式夜總會的全盛期。1997年後，香港經濟經歷多年的調整期，加上製造業等商業活動及應酬相繼北移，及澳門博彩業的積極發展，標榜極高消費及豪華享受的日式夜總會逐漸在香港式微。部份著名夜總會遷往鄰近香港的澳門及廣東省繼續經營。而2000年代，類似形式的夜總會在廣東省深圳、東莞一帶亦甚為盛行。
1990年代香港的日式夜總會集中於尖沙咀東及灣仔，著名的包括中國城夜總會、大富豪夜總會、新杜老誌夜總會、東方夜總會、中國皇宮夜總會、富都夜總會、新花都夜總會等。
- 中國城夜總會
號稱全香港規模最大的日式夜總會，1983年由商人鄧崇光創辦，在全盛時期顧客不少為金融及地產界人士。有指其每年純利超過1億港元。[6] 2000年代起，因香港經濟情況轉變而難以支撐，於2005年12月10日結業。
- 杜老誌夜總會
位於灣仔杜老誌道，前身為杜老誌舞廳，創立於1948年，至1984年改成杜老誌夜總會，2002年結業，其後易名為杜老誌會[7]，於2011年初結業。[8]
- 大富豪夜總會
位於尖沙咀東新文華中心，佔地7萬平方呎，於1983年12月開業[9]，亦在2012年7月結業。[10][11]

### 夜總會在台灣的各種類型
在上世紀60年代的台灣，由於經濟起飛，「夜總會」如雨後春筍般在社會上出現。這個時代的夜總會多以提供樂團演奏及歌舞表演為主。
「餐廳秀」在70至80年代紅極一時，以提供脫口秀為主搭配歌舞表演為主。相關活動場館有時也被稱為「夜總會」，即使在營業時間與娛樂型式上與"nightclub"已有較大差距。此類「夜總會」事實上才是是經歷那個年代的人認知的夜總會。
另外，臺灣人稱之為酒店的娛樂場所有時也被稱為臺式夜總會 ，它綜合了歡唱坊（KTV）與日式夜總會，並有坐檯小姐（女公關）陪侍。在香港則稱為「卡拉OK夜總會」，新加坡亦稱為「KTV」。臺式夜總會與KTV相似，設有包廂，並提供伴唱設備，客人進入之後指定一位女公關，也可以指定數名女公關服務，消費期間，女公關會陪伴客人飲酒、猜拳、唱歌，並不見得每一個店家或女公關都可以接受性交易，但一般情況下如客人希望有性交易，必須將女公關帶出酒店進行。

## 相關
- 夜店
- 迪斯科
- 酒吧
- 紅包場
- 夜蒲
- 藍寶石大歌廳